# Portrait de la comtesse de Fernán Núñez
Le portrait la comtesse de Fernán Nuñez (1803) est une huile sur toile de Francisco de Goya. C’est le pendant de la toile de son mari, le portrait du comte de Fernán Nuñez.

## Contexte

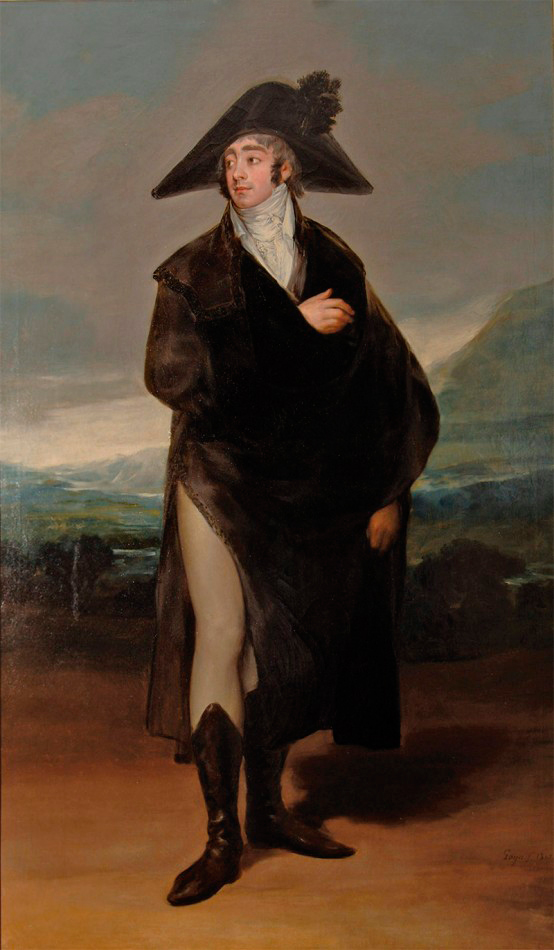
Portrait du comte de Fernán Núñez, son mari.

Dans les années 1790, Francisco de Goya était devenu un peintre à la mode, dont les portraits étaient très demandés, tant par l’aristocratie que par la haute bourgeoisie madrilène. 
María Vicenta Solís Lasso de la Vega, comtesse de Fernán Nuñez (qui portait également le titre de duchesse de Montellano y del Arco) est représentée à l’âge de 23 ans, cinq ans après son mariage avec le Comte de Fernán Nuñez. D'après Arte en Historia, le couple ne fut pas heureux.

## Analyse
Goya s’éloigne nettement de la tradition vélasquienne pour se rapprocher des néoclassiques anglais, représentant son modèle dans un paysage identifiable, loin des espaces évanescents du maître sévillan et de ses coloris.
La dame est assise sur un gros tronc, dans une attitude incommode qui la force à ouvrir les jambes, orientant ses pieds dans des directions opposées. Elle porte un costume populaire, une veste et une mantille noire décorée d’un ruban rouge. L’attitude est très châtiée, retenue, avec un bras appuyé sur la hanche, regardant le spectateur. Elle tient de la main droite un éventail et porte un médaillon à l’effigie de son époux. 
Arte en Historia indique que le peintre souligne volontairement le caractère de son modèle, comme il avait coutume de le faire à cette époque. Il la représente en maja à l’instar de ses personnages de cartons pour tapisserie. Le personnage, son vêtement et son visage sont traités de façon très différente du paysage. Les premiers sont peints de façon détailliste, et le décor à grand coups de pinceaux. 